# Jixianite
La jixianite è una varietà del gruppo dell'elsmoreite. Occorrono ulteriori studi cristallografici per classificarla